# Un chien andalou
Pour plus de détails, voir Fiche technique et Distribution.
Un chien andalou est un court métrage hispano-français muet et sonorisé surréaliste, réalisé par le cinéaste espagnol Luis Buñuel et par l'artiste surréaliste catalan Salvador Dalí, sorti en 1929.

## Synopsis
Le film est une succession de scènes ayant pour seuls liens logiques quelques personnages et le décor d'un intérieur parisien qui accueille la plus grande partie de l'histoire. Dans l'ensemble, il s'agit des relations violentes et difficiles entre un homme et une femme dans un appartement. Le fil conducteur serait les tentatives de l'homme poussé par le désir vers la femme, qui, le plus souvent, se défend. Des objets et des personnages inattendus apparaissent et disparaissent, laissant le spectateur libre de leur attribuer une part de réalité, d'imagination, ou de souvenir : objets de l'enfance, fourmis, revolvers, pianos chargés d'ânes morts ; un personnage androgyne qui se fait écraser par une voiture, un double du héros abattu par le héros lui-même, un boiteux passionné, des séminaristes ligotés.
Le récit est disloqué par des changements subits de lieux (un bois, une plage) et par des intertitres indiquant des sauts temporels de plusieurs années en avant ou en arrière. Le film se conclut sur une plage où les deux personnages principaux, l'homme et la femme, paraissent former un couple heureux, avant d'être « au printemps » à la fois ensablés vivants et la proie des insectes.

L'étrangeté de l'ensemble est délibérément onirique, selon le principe surréaliste défini par André Breton dans son Manifeste du surréalisme. Ainsi, dans Un chien andalou, rêve et réalité sont deux instances complémentaires : 

« Je crois à la résolution future de ces deux états, en apparence si contradictoires, que sont le rêve et la réalité, en une sorte de réalité absolue, la surréalité […] c'est à sa conquête que je vais. »

## Fiche technique
- Titre : Un chien andalou
- Réalisation, montage, production : Luis Buñuel
- Scénario : Luis Buñuel et Salvador Dalí
- Musique : Richard Wagner, Tristan et Iseult ; tango argentin
- Photographie : Albert Duverger[2]
- Décors : Pierre Schild ou Schildknecht (non crédité)
- Production : Luis Buñuel ; producteur exécutif, Pierre Braunberger
- Pays d'origine :  France [réf. nécessaire]
- Format : Noir et blanc - 35 mm - 1,33:1 — film muet sonorisé
- Genre : Essai surréaliste
- Durée  : 21 minutes
- Date de sortie : 6 juin 1929 (première projection au studio des Ursulines à Paris)

## Distribution
- Pierre Batcheff : l'homme
- Simone Mareuil : la femme
- Non crédités :
  - Luis Buñuel : l'homme au rasoir
  - Salvador Dalí : un séminariste
  - Jaume Miravitlles : un séminariste
  - Marval : un séminariste
  - Fano Messan[3] : l'hermaphrodite

## Genèse
Le film a été inspiré par des rêves de Salvador Dalí et de Luis Buñuel, qui raconte : « En arrivant chez Dalí, à Figueras, invité à passer quelques jours, je lui racontais que j'avais rêvé, peu de temps auparavant, d'un nuage effilé coupant la lune et d'une lame de rasoir fendant un œil. De son côté il me raconta qu'il venait de voir en rêve, la nuit précédente, une main pleine de fourmis. Il ajouta : « et si nous faisions un film, en partant de ça » ? »
On y retrouve des éléments récurrents dans l'œuvre du peintre : âne mort, piano, érotisme, fourmis, La Dentellière de Vermeer, etc.
Un chien andalou est le film surréaliste par excellence. Son scénario est écrit en six jours par Buñuel et Dalí qui travaillent sur le mode du cadavre exquis, comme l'a raconté plus tard Luis Buñuel : « Nous travaillions en accueillant les premières images qui nous venaient à l'esprit et nous rejetions systématiquement tout ce qui pouvait venir de la culture ou l'éducation. Il fallait que ce soient des images qui nous surprennent et qui soient acceptées par tous les deux sans discussion. »

## Versions multiples
Si Un chien andalou est à l'origine un film muet, lors de la première projection en public il fut accompagné d'une sonorisation exécutée par Buñuel lui-même avec des disques : Tristan et Isolde de Wagner, ainsi qu'un tango argentin. En 1961, il en réalise une sonorisation définitive, qu'il dit conforme à celle de la première projection. En 1983, sort une troisième version, dont la musique est cette fois composée spécialement par Mauricio Kagel.

## Accueil
Concernant la première projection devant les membres du groupe surréaliste au studio des Ursulines, Buñuel en a lui-même raconté la petite histoire, qu'on peut croire conforme à la réalité : il s'était muni de pierres, autant pour se défendre s'il se trouvait agressé, que pour les jeter sur les spectateurs s'ils venaient à manifester en huant le film.
Un chien andalou ouvrit définitivement à Buñuel les portes du groupe surréaliste, mais ce fut au prix d'un procès interne dont la conclusion aurait pu être la destruction du film — chose que Buñuel dit avoir été prêt à accepter — mais le verdict fut favorable.
Federico García Lorca, ami des deux auteurs du film, crut se reconnaître dans le titre ce dont il se trouva mal ; selon lui Le chien andalou avait été le surnom moqueur que lui auraient donné Buñuel et Dalí.

## Analyses

### Interprétations
Buñuel se refusa à toute explication d'Un chien andalou, se bornant à déclarer : « il s'agit seulement d'un appel au meurtre ». Parmi les intentions des auteurs, il faut tenir compte d'un désir de provocation. Dali, quant à lui, écrivit ultérieurement : « un chien andalou était le film de l'adolescence et de la mort que j'allais enfoncer comme un poignard en plein cœur du Paris spirituel et élégant ».
Par la force de ses images, ce film qui a marqué l'histoire du septième art est resté un des plus célèbres parmi les avant-gardes du cinéma. Les scènes marquantes, ayant été décrites dans les articles et dans les histoires du cinéma, furent connues par nombre de personnes qui n'avaient jamais vu le film, et ne purent le voir pendant de longues périodes où il n'était plus projeté. Ainsi, de celle où le personnage principal doit tirer les deux pianos à queue chargés de la dépouille de deux ânes morts, et plus encore la scène d'ouverture, insoutenable pour bien des spectateurs — et surprenante — dont on dit qu'elle a été retirée des copies dans certains pays : on y voit un homme aiguisant un rasoir, puis avisant pensivement la lune devant laquelle passe un nuage effilé ; l'instant d'après le film montre en gros plan la main de l'homme tenant le visage d'une jeune femme tandis que le rasoir tranche son œil par le long (cette femme sera ensuite le personnage féminin du film — pour ce plan le réalisateur a utilisé un œil de bovin). Buñuel a donné une seule explication de ce plan, purement poétique dit-il : c'est une image visuelle inspirée par la vision de la lune et du nuage. Après quoi bien des interprétations psychologiques ont circulé, toutes inventées, toutes beaucoup trop logiques. Celle de Jean Vigo reste à méditer : Buñuel aurait envoyé là une botte de provocation à l'hypocrisie des hommes qui leur fait accepter toutes les monstruosités de la réalité, mais les fait vibrer d'horreur à la vue d'une image reconstituée.

### Plongée dans l'univers de Dali
Cette section ne s'appuie pas, ou pas assez, sur des sources secondaires ou tertiaires indépendantes du sujet. Le texte peut contenir des analyses inexactes ou inédites de sources primaires.
Pour l'améliorer, ajoutez-en, ou placez des modèles {{Source secondaire souhaitée}} ou {{Source secondaire nécessaire}} sur les passages mal sourcés. (septembre 2024)
L'art de Dali tourne essentiellement autour de lui-même. C'est pourquoi on retrouve dans ce court-métrage les symboles propres à la mythographie du maître du surréalisme. 
- Les fourmis, par exemple, récurrentes dans l’œuvre de Dali, symbolisent la putréfaction. Le fait de vivre sans se poser de question sur la vie, le fait d'agir sans se demander pourquoi cette action, tombée dans la routine, mène immanquablement à la putréfaction. Dans le film, l'homme, en regardant sa main, peut-être trop consacrée à l'onanisme, se rend compte de cette putréfaction et cette prise de conscience déclenche ce besoin de donner une impulsion à sa vie.
- Les pianos encombrés d'ânes morts rappellent une toile de Dali portant exactement le même sujet. Nombre d'autres peintures comportent des pianos ; l'un des plus célèbres étant Six apparitions de Lénine sur un piano, réponse à la bande des surréalistes qui reprochaient à Dali de ne pas avoir de conscience politique.
- Le piano symbolise la bourgeoisie, thème également omniprésent chez les surréalistes. Traîner le piano évoque l'ensemble des valeurs de la bourgeoisie qui s'imposent au héros du film et le contraignent dans la séduction. L'ajout de séminaristes à ce piano donne davantage de poids à l'héritage culturel du personnage.
- Les apparitions d'androgynes, de suicides et a fortiori de morts, d’œufs dont le liquide coule, rappelant d'une part le paradis perdu de la vie intra-utérine, qui se termine violemment et qui oblige à ouvrir les yeux sur le monde, sont encore une fois des références connues du monde très riche de Dali.

## Postérité
Par la suite, Dali tentera de réutiliser certaines des visions du film, notamment pour la scène du rêve de La Maison du docteur Edwardes (Spellbound).
Philip Kaufman, qui avait lui-même débuté comme cinéaste underground, a placé dans Henry et June une scène qui se déroule à Paris dans un cinéma lors d'une projection houleuse de Un chien andalou (probablement le Studio 28, où le film sera exploité pendant huit mois à partir d'octobre 1929).